# 뷜로슈트라세역
뷜로슈트라세역(U-Bahnhof Bülowstraße)은 베를린 템펠호프쇠네베르크구 쇠네베르크에 있는 U2의 역이다. 뷜로슈트라세 연선상의 포츠다머 슈트라세(Potsdamer Straße)와 슈타인메츠슈트라세(Steinmetzstraße) 사이에 역이 있다. 역명과 역이 위치한 거리는 프로이센 왕국의 장군 프리드리히 빌헬름 뷜로 폰데네비츠(Friedrich Wilhelm Bülow von Dennewitz)에서 왔다. 상대식 승강장에는 양방향 모두 엘리베이터가 설치되어 있다.

## 역사
역사 설계는 브루노 뫼링(Bruno Möhring)이 담당했다. 근처에 있는 루터교회(Lutherkirche)를 피해 가기 위해서 역 동쪽에서는 선로가 S자형 곡선을 그린다. 1929년에는 브루노 뫼링의 아들 루돌프 뫼링(Rudolf Möhring)에 의해서 승강장 연장이 설계되었다. 제2차 세계 대전으로 인하여 역이 파괴되었고, 전쟁 이후 역이 단순하게 재건축되었다.
베를린 장벽이 건설되고 포츠다머 플라츠역이 유령역이 되면서 고가 선로로의 열차 운행이 감소했다. 이 역 북쪽 230 m에 쿠르퓌르스텐슈트라세역이 있기 때문에 놀렌도르프플라츠-글라이스드라이에크 구간 운행은 1972년부터 북쪽 선로로 우회되고 이 역의 영업을 중단했다. 역사에는 상점이 대신 설치되었고 오래된 전동차를 재활용하여 1978년부터 1991년까지 튀르키예 바자르가 운영했다. 독일의 재통일 이후 U2 운행 정상화를 위해서 1991년 6월 상점이 폐쇄되었고 전동차는 폐차되었다. 1993년 11월에 팡코-피네타슈트라세 전 구간 직통 운행이 복구되었다.
이 역과 고가 선로 노선은 건축유산으로 지정되어 있다.

## 인접 철도역
베를린 버스 M19, M48, M85, 106, 187번과 환승할 수 있다. 북쪽으로 230 m 떨어진 곳에 쿠르퓌르스텐슈트라세역이 있다.
| 베를린 지하철 2호선          | 베를린 지하철 2호선 | 베를린 지하철 2호선          |
| ---------------------------- | ------------------- | ---------------------------- |
| 놀렌도르프플라츠 룰레벤 방면 | U2                  | 글라이스드라이에크 팡코 방면 |